# قطعنامه ۲۰۲۲ شورای امنیت
قطعنامه ۲۰۲۲ شورای امنیت سازمان ملل متحد که در تاریخ ۰۲ دسامبر ۲۰۱۱ تصویب شد، سندی بین‌المللی دربارهٔ بررسی وضعیت لیبی است. این قطعنامه طی نشست ۶۶۷۳ام با ۰ رای موافق، ۰ مخالف و ۰ ممتنع تصویب شد.